# Emil Levy
 (septembre 2022).
Pour les articles homonymes, voir Émile Lévy (homonymie) et Levy.
Emil Gabriel Levy est un romaniste et lexicographe allemand spécialiste de l'ancien occitan nommé « Provençal » à la fin du Moyen Âge, né le 23 octobre 1855 à Hambourg et mort le 28 novembre 1917 à Fribourg-en-Brisgau.

## Biographie
Levy obtient un doctorat en 1880 à Berlin sous la supervision d'Adolf Tobler, grâce à une thèse intitulée Guilhem Figueira, ein provenzalischer Troubadour. Il est habilité en 1883 grâce à sa thèse Der Troubadour Bartholome Zorzi, supervisée par Fritz Neumann (de). Il devient professeur extraordinaire à Fribourg. Levy passe une longue période à Paris et dans le Sud de la France auprès du provençaliste Camille Chabaneau. Sa réalisation la plus importante est le Provenzalisches Supplement-Wörterbuch, un dictionnaire d'ancien occitan complémentaire au Lexique roman de François Raynouard.
Levy est marié à Rosette van Praag. Leur fils Friedrich Leyden (de) est géographe et diplomate sous la république de Weimar.

## Publications
- (de) Guilhem Figueira, ein provenzalischer Troubadour, Berlin, S. Liebrecht, 1880 (thèse de doctorat)
- Le Troubadour Paulet de Marseille, Paris, Maisonneuve, 1882
- (de) Der Troubadour Bartholome Zorzi (en), Halle, Niemeyer, 1883 (thèse d'habilitation)
- Poésies religieuses provençales et françaises, du manuscrit extravag. 268 de Wolfenbuettel, Paris, Maisonneuve, 1887
- (de) Provenzalisches Supplementwörterbuch. Berichtigungen und Ergänzungen zu M. François Raynouards Lexique roman, Leipzig, 1892-1924
- Petit dictionnaire provençal-français, Hambourg, 1909, 5e édition Heidelberg 1973 (réimpressions : Raphèle-les-Arles 1991, Nîmes 2005